# 一人の息子
『一人の息子』（ひとりのむすこ、英題：英: One Son）は、2018年7月7日に公開された日本映画。馬場良馬と玉城裕規によるW主演で、監督はこれが長編第3作目となる谷健二。
2017年10月に群馬県にて撮影され、2018年4月7日に第32回高崎映画祭でワールドプレミアが行われた。

## あらすじ
主人公の山内樹は、テレビのディレクターとしての仕事をこなし、淡々とした日常を過ごしている。
ある日、樹は父・正志が危篤状態で病院に運ばれたとの連絡をうける。
父とは上京してからは、あまり交流がなかったが、父子家庭だったこともあり、特別の思いを抱いていた。
地元・群馬の病院にかけつけ、叔母である郁子に久々に会う。
父親がもう長くないことを知らされ覚悟を決めていく中で、生命保険会社から受取人に関しての相談を受ける。
その内容とは、受取人の名前に樹と、もう一人の聞いたことのない男、倉田歩にも相続するとの内容であった。
倉田歩とは引越屋で働く青年で母子家庭で育った青年であった。
樹は、歩のことを調べ始めて、自分の出生の秘密を知る。

## 登場人物
山内樹
演 - 馬場良馬
主人公。テレビのディレクター。
倉田歩
演 - 玉城裕規
引越屋の社員。
樋口香織
演 - 水崎綾女
引越屋の手伝い。
新山功治
演 - 弓削智久
山内樹の上司。
三田村清太郎
演 - 篠原篤
倉田歩が務める引越屋の社長。
市宮洋介
演 - 根本正勝
倉田歩の先輩。
阿部
演 - 高崎翔太
山内樹のAD。
ササヤマ
演 - 関口アナム
取材対象となるユーチューバー。
篠原綾
演 - 三城千咲
倉田歩の幼友達。
西村良夫
演 - 中野マサアキ
　
大貫
演 - 森本のぶ
山内樹の父を知る新聞記者。　
小山博和
演 - 大塚ヒロタ
保険屋。
大石亜衣
演 - 双松桃子
山内樹が務める会社の制作デスク。
遠藤
演 - 橘美緒
山内樹のAD。
大黒
演 - 有馬健太
倉田歩の同僚。
二川
演 - 三浦健人
倉田歩の同僚。
三田村翔子
演 - 三坂知絵子
引越屋の社長夫人。
三田村真由
演 - 新津ちせ
三田村翔子の娘。
病院の人（電話の声）
演 - 片桐千里
佐々木郁子
演 - 竹下景子
山内樹の父の妹。

## スタッフ
- 監督：谷健二
- 主題歌：ReN「Lights」（Booost Music）[1]
- 製作：宇都木基至
- プロデューサー：赤間俊秀
- 脚本：佐東みどり
- 助監督：佐藤リョウ
- 撮影監督：吉田新時
- 照明：小澤雅之
- 照明助手：八木徹
- 録音：大塚学
- 美術：福島奈央花
- 衣裳：高橋英治
- ヘアメイク：又吉桃花
- 竹下景子・専属スタイリスト：宮本まさ江
- 竹下景子・専属ヘアメイク：及川英子
- キャスティング：北田由利子
- アシスタントプロデューサー：栗原健一
- メイキング：川上春奈
- スチール・宣伝デザイン：尾崎康元
- 宣伝コピー：高木俊貴
- 音楽：洞澤徹
- 整音ミキサー：岩波昌志（ディオス）
- 制作主任：躰中洋蔵
- 制作進行：山口理沙
- 協賛：ひろかみ歯科医院／引越革命／デジコア
- 特別協賛：アサヒ緑健
- 製作プロダクション：セブンフィルム
- 配給：セブンフィルム／トキメディアワークス
- 製作：「一人の息子」製作委員会

## 製作
2017年10月に撮影された。当初、10月20日に製作発表された時は、『2人の受取人』というタイトルであった。
撮影終了後の11月20日に、メインの追加キャストにて、水崎綾女、弓削智久、篠原篤、竹下景子の出演が発表された。12月1日に、更に追加キャストが発表され、竹下景子と関口アナムの初の親子共演であることが発表された。
12月13日に、タイトルが『一人の息子』に改題された。
2018年2月2日に、主題歌がシンガーソングライター・ReNに決定したことが発表された。

### ロケ地
- もつ焼き勝利はなれ 中目黒店
- vivito
- 引越革命
- cafe あすなろ
- るなぱあく
- 上毛新聞
- コーヒーハウス　K2（喫茶店）
- ホテルサンダーソン
- 前橋市 斎場
- 喫茶エレガンス
- MAEBASHI　Bar宇野／UNO
- 日高リハビリテーション病院
- たかさき・ナイチンゲール学院
- バスクル・こばな
- ひろかみ歯科医院

## 封切り
2018年4月7日に第32回高崎映画祭にて、特別先行上映された。また、2018年4月15日に浅草のときわホールにて、完成披露上映イベントが行われた。
2018年7月7日から渋谷のユーロスペースにて、１ヶ月のレイトショー上映されることが発表された。